# Загазиг
Загазиг (арап. الزقازيق) је град у Египту у гувернорату Шаркија. Према процени из 2008. у граду је живело 308.637 становника.

## Становништво
Према процени, у граду је 2008. живело 308.637 становника.
| 1986.   | 1996.   | 2006.   |
| ------- | ------- | ------- |
| 244.354 | 267.351 | 302.611 |